# Gustav Weyersberg
Karl Gustav Weyersberg (* 13. März 1798 in Solingen; † 2. März 1865 ebenda) war ein deutscher Waffenfabrikant und Politiker.

## Leben
Weyersberg war der Sohn des Klingenkaufmanns Peter Weyersberg (* 19. Juli 1766; † 9. Juni 1829 in Solingen) und dessen Ehefrau Helene Wilhelmine geborene Knecht (* 14. April 1766 in Solingen; † 11. November 1833 ebenda). Er war reformierter Konfession und heiratete am 21. August 1839 in Solingen Helene Rosalie Schaberg (* 14. März 1807 in Solingen; † 24. Februar 1881 ebenda).
Weyersberg lebte als Waffenfabrikant (Firma Gebr. Weyersberg) in Solingen. Von 1831 bis 1833 war er Kirchmeister der reformierten Gemeinde Solingen. 1846/47 war er Vorsitzender des Vereins zur vermehrten Beschäftigung der Fabrikarbeiter.
1843 wurde er königlicher Richterkommissar, 1845 Ergänzungsrichter des königlichen Handelsgerichts in Elberfeld und von 1850 bis 1856 Präsident des königlichen Fabrikgerichtes. In den Jahren von 1845 bis 1850 und erneut von 1856 bis 1863 war er Präsident der Handelskammer Solingen. 
Im Landkreis Solingen war er ab 1848 Kreistagsabgeordneter und 1848/49 Chef der Bürgerwehr. 1848 war er erster Stellvertreter des Wahlkreises Solingen für die preußische Nationalversammlung. 1851 wurde er als Stellvertreter in den Provinziallandtag der Rheinprovinz einberufen, konnte aber aus familiären Gründen nicht am Landtag teilnehmen. Von 1852 bis 1856 war er stellvertretender Abgeordneter ohne einberufen zu werden. 1858 wurde er zum Abgeordneten für den Stand der Städte 	Solingen, Remscheid, Dorp, Gräfrath, Wald, Höhscheid mit Merscheid, Burscheid mit Leichlingen, Opladen mit Neukirchen, Hitdorf gewählt, war aber von 1858 bis 1860 und erneut 1862 verhindert und nahm daher nur 1861 als Abgeordneter an den Landtagsberatungen teil.
Er wurde 1847 mit dem Roten Adlerorden 4. Klasse und 1856 mit dem Titel Kommerzienrat ausgezeichnet.